# District de Yanshan
Pour les articles homonymes, voir Yanshan.
Le district de Yanshan (雁山区 ; pinyin : Yànshān Qū) est une subdivision administrative de la région autonome du Guangxi en Chine. Il est placé sous la juridiction de la ville-préfecture de Guilin.

## Démographie
La population du district était de 71 191 habitants en 2010.